# Halle Open 2025
L'Halle Open 2025, ufficialmente Terra Wortmann Open 2025 per motivi di sponsorizzazione, è stato un torneo di tennis giocato sull'erba. È stata la 32ª edizione del torneo facente parte dell'ATP Tour 500 nell'ambito dell'ATP Tour 2025. Si è giocato alla Owl Arena di Halle, in Germania, dal 16 al 22 giugno 2025.
Durante l'incontro fra Zverev e Giron un cartellone pubblicitario è caduto dal secondo livello su una spettatrice, senza causare ferite gravi. Il direttore del torneo ha quindi fatto controllare tutti gli altri cartelloni presenti nello stadio ed ha regalato un abbonamento al torneo dell'anno seguente alla signora.

## Partecipanti al singolare

### Teste di serie
| Nazionalità | Giocatore           | Ranking* | Testa di serie |
| ----------- | ------------------- | -------- | -------------- |
| Italia      | Jannik Sinner       | 1        | 1              |
| Germania    | Alexander Zverev    | 3        | 2              |
|             | Daniil Medvedev     | 11       | 3              |
|             | Andrey Rublev       | 15       | 4              |
| Argentina   | Francisco Cerúndolo | 17       | 5              |
| Francia     | Ugo Humbert         | 20       | 6              |
| Rep. Ceca   | Tomáš Macháč        | 22       | 7              |
|             | Karen Chačanov      | 24       | 8              |

* Ranking al 9 giugno 2025.

#### Altri partecipanti
I seguenti giocatori hanno ricevuto una wildcard per il tabellone principale:
- Daniel Altmaier
- João Fonseca
- Jan-Lennard Struff

I seguenti giocatori sono entrati nel tabellone principale passando dalle qualificazioni:

- Benjamin Bonzi
- Laslo Đere
- Yannick Hanfmann
- Sebastian Ofner

Il seguente giocatore è entrato in tabellone come lucky loser:
- Jesper de Jong

#### Ritiri
Prima del torneo
- Arthur Fils → sostituito da  Zizou Bergs
- Tallon Griekspoor → sostituito da  Quentin Halys
- Hubert Hurkacz → sostituito da  Jesper de Jong
- Alejandro Tabilo → sostituito da  Aleksandr Bublik

## Partecipanti al doppio

### Teste di serie
| Nazione     | Giocatore          | Nazione     | Giocatore        | Ranking* | Testa di serie |
| ----------- | ------------------ | ----------- | ---------------- | -------- | -------------- |
| Germania    | Kevin Krawietz     | Germania    | Tim Pütz         | 11       | 1              |
| Italia      | Simone Bolelli     | Italia      | Andrea Vavassori | 25       | 2              |
| Stati Uniti | Christian Harrison | Stati Uniti | Evan King        | 39       | 3              |
| Francia     | Sadio Doumbia      | Francia     | Fabien Reboul    | 50       | 4              |

* Ranking al 9 giugno 2025.

### Altri partecipanti
Le seguenti coppie di giocatori hanno ricevuto una wildcard per il tabellone principale:
- João Fonseca /  Petros Tsitsipas
- Max Schönhaus /  Jan-Lennard Struff

La seguente coppia di giocatori è passata dalle qualificazioni:
- Yuki Bhambri /  Albano Olivetti

La seguente coppia di giocatori è entrata nel tabellone principale come lucky loser:
- Francisco Cabral /  Lucas Miedler

### Ritiri
- Hubert Hurkacz /  Karen Chačanov ← sostituiti da  Karen Khachanov /  Alex Michelsen

## Punti
| Evento    | V   | F   | SF  | QF  | 2T   | 1T | Q  | Q2 | Q1 |
| Singolare | 500 | 330 | 200 | 100 | 50   | 0  | 25 | 13 | 0  |
| Doppio    | 500 | 300 | 180 | 90  | N.D. | 0  | 45 | 25 | 0  |

## Montepremi
| Evento    | V        | F        | SF       | QF      | 2T      | 1T      | Q2      | Q1     |
| Singolare | 471755 € | 253790 € | 135255 € | 69100 € | 36885 € | 19670 € | 10080 € | 5655 € |
| Doppio*   | 150930 € | 82620 €  | 41800 €  | 20910 € | N.D.    | 10820 € | N.D.    | N.D.   |

* per team